# نيشينومايا (هيوغو)
مدينة نيشينومايا (بالإنجليزية: Nishinomiya)‏ هي أحد المدن التابعة لمحافظة هيوغو. تأسست رسميًا في 01/04/1925. ويقدر عدد سكانها بـ 477056 نسمة حسب تقدير مكتب الإحصاء الياباني لعام 2012. تبلغ مساحة نيشينومايا 99.96 كم2. بكثافة سكانية تبلغ 4772 نسمة/كم2.

## توأمة
لنيشينومايا (هيوغو) اتفاقيات توأمة مع كل من:
- أجان
- سبوكين (1961 - )
- أمامي

## أعلام
- ريو ناغاي
- ريو أداتشي
- هيساي هاجي
- ريوسوكي ماتسوأوكا
- شيجيرو يوكوتاني